# Léon Morin, präst (film)
Léon Morin, präst (franska: Léon Morin, prêtre) är en fransk-italiensk dramafilm från 1961 i regi av Jean-Pierre Melville.
Filmen bygger på Béatrix Becks roman Léon Morin, präst.

## Rollista i urval
- Jean-Paul Belmondo - Léon Morin
- Emmanuelle Riva - Barny
- Irène Tunc - Christine Sangredin
- Nicole Mirel - Sabine Levy
- Gisèle Grimm - Lucienne
- Marco Behar - Edelman
- Patricia Gozzi - France
- Howard Vernon - översten